# Casavieja

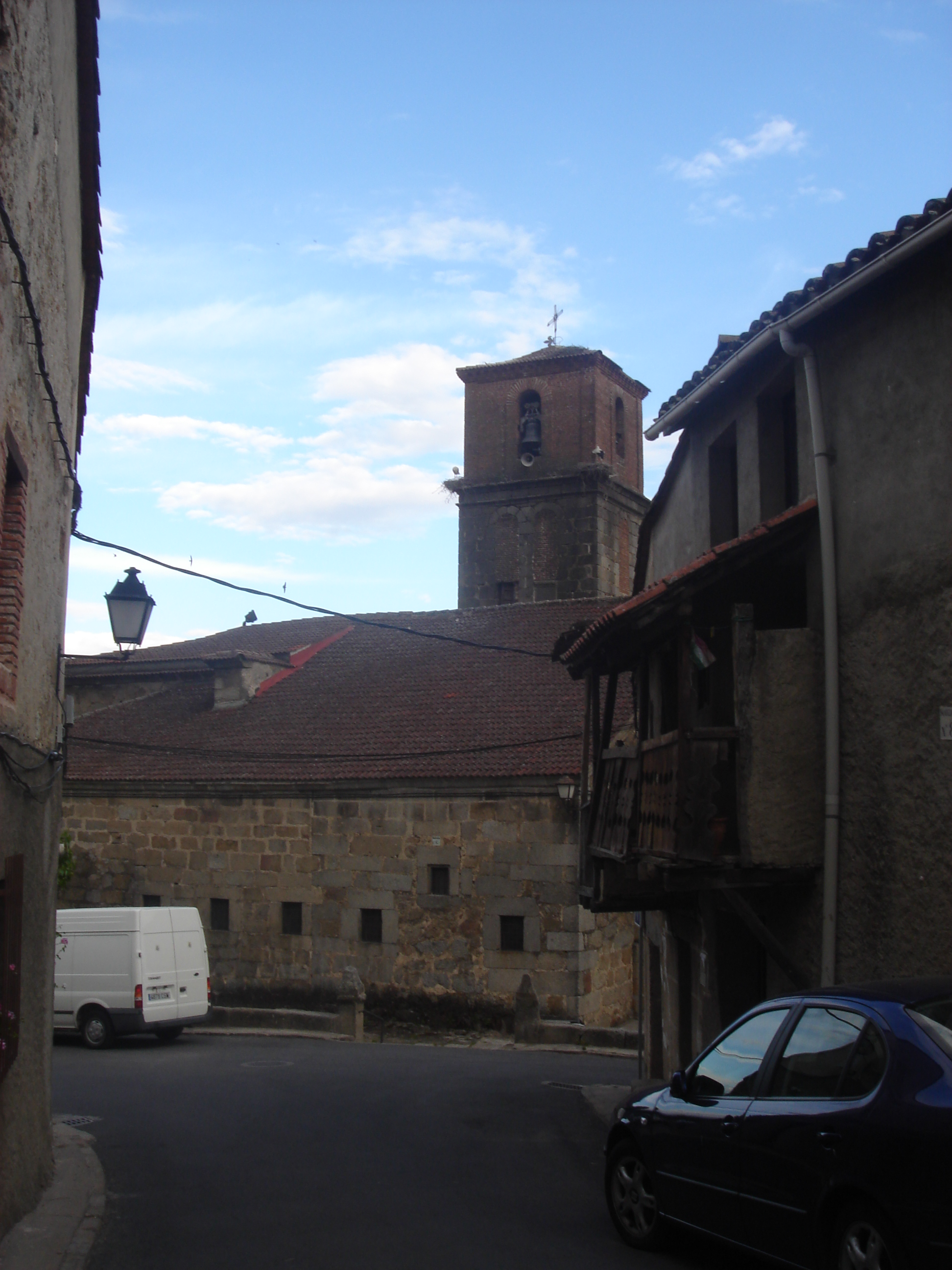

Casavieja est une commune d'Espagne de la province d'Ávila dans la communauté autonome de Castille-et-León.

## Géographie
La commune est située dans la comarque de l'Alto Tíetar, aux abords de la Sierra de Gredos.
90 kilomètres la séparent d'Ávila, capitale de la province, et environ 100 kilomètres la séparent de Madrid. Elle s'étend sur 54,14 km2, à une altitude moyenne de 539 mètres.
Le Tíetar parcourt la commune sur 5 kilomètres, cette zone de la rivière est très appréciée des kayakistes mais elle propose également plusieurs lieux de baignades très appréciés, comme Puente vieja (puente romano), Puente Nueva, ou encore El tubón.

## Démographie
La population de Casavieja était de 1663 habitants en 2008 selon l'INE.
| 1960  | 1991  | 1996  | 1999  | 2000  | 2001  | 2002  | 2003  | 2004  |
| ----- | ----- | ----- | ----- | ----- | ----- | ----- | ----- | ----- |
| 2 650 | 1 569 | 1 679 | 1 605 | 1 582 | 1 581 | 1 564 | 1 505 | 1 481 |

| 2005  | 2006  | 2007  | 2008  | - | - | - | - | - |
| ----- | ----- | ----- | ----- | - | - | - | - | - |
| 1 496 | 1 590 | 1 615 | 1 663 | - | - | - | - | - |

## Administration
| Période                                  | Période | Identité | Étiquette | Qualité |
| ---------------------------------------- | ------- | -------- | --------- | ------- |
|                                          |         |          |           |         |
| Les données manquantes sont à compléter. |         |          |           |         |